# Archibald Menzies
Archibald Menzies (Weem nabij Aberfeldy (Perth and Kinross), 15 maart 1754 – Londen, 15 februari 1842) was een Schots botanicus, arts en ontdekkingsreiziger.

## Biografie[1]
Hij studeerde zowel medicijnen als botanica in Edinburgh en was er verbonden aan de koninklijke botanische tuin. Na zijn studie was hij enige tijd assistent van een chirurg in Caernarfon alvorens dienst te nemen bij de Royal Navy. Hij werd assistent-chirurg op de "Nonsuch" onder kapitein Truscott en later op de marinebasis van Halifax (Nova Scotia). Zijn vrije tijd besteedde hij aan de botanica; hij zond planten en zaden naar Londen en correspondeerde met Sir Joseph Banks. In 1786 kon hij als scheepsarts meevaren met de "Prince of Wales" op een expeditie naar de noordwestelijke kust van Amerika, een commerciële expeditie met het oog op de pelshandel. Hij bezocht tijdens de reis onder meer de Sandwicheilanden (Hawaï) en Staten Land (Nieuw-Zeeland). In 1789 keerde hij uit China terug naar Engeland.
Het volgende jaar stelde de Britse regering hem aan als natuurwetenschapper op de expeditie van de "Discovery" onder kapitein George Vancouver. Deze reis duurde tot 1795. Het grootste deel van de reis moest hij ook de taak van scheepsarts op zich nemen, omdat de oorspronkelijk aangestelde arts ziek was geworden. Onder zijn zorgen overleed niemand op de reis door ziekte. Hij bracht een grote natuurwetenschappelijke verzameling mee naar Engeland, vooral van planten, die door verschillende andere botanici werden beschreven. Diverse nieuwe soorten werden naar hem genoemd, onder meer de douglasspar (Pseudotsuga menziesii), Abutilon menziesii en Bonamia menziesii. Ook het platwormengeslacht Menziesia is naar hem genoemd. Hij hield op de reis een gedetailleerd dagboek bij, waarvan een gedeelte in 1923 is gepubliceerd. Zelf beschreef hij de vissoort Echeneis lineata, de platworm Fasciola clavata (een parasiet van de echte bonito die Peter Simon Pallas echter eerder had beschreven) en de bloedzuiger Hirudo branchiata (aangetroffen op een schildpad) die hij in de Stille Oceaan ontdekte in 1790.
Nadien was hij scheepsarts aan boord van de "Sanspareil" onder Lord Hugh Seymour in Brits-West-Indië, maar kort na de eeuwwende verliet hij de Navy en vestigde zich als arts/chirurg in Londen, waar hij op 15 februari 1842 stierf. Zijn herbarium liet hij na aan de botanische tuin van Edinburgh.
Hij was in 1790  verkozen als Fellow van de Linnean Society of London en werd er na de dood van Aylmer Bourke Lambert voorzitter van.
- Bibliothèque nationale de France: cb16703598v (data)
- Author citation (botany): Menzies
- Stuttgart Database of Scientific Illustrators 1450–1950: 3760
- Gemeinsame Normdatei: 119476363
- International Standard Name Identifier: 0000 0000 5068 0877
- Library of Congress Control Number: nr00006850
- Réseau des bibliothèques de Suisse occidentale: 02-A022917419
- SNAC: w6f76x6d
- Système universitaire de documentation: 067272444
- Museum of New Zealand Te Papa Tongarewa: 17704
- Trove: 1476126
- Virtual International Authority File: 77126425
- WorldCat: E39PBJdxbwjyFHRtwHPDpJjHmd